# Unión Montañesa Escobedo
La Unión Montañesa Escobedo és un club de futbol de la localitat d'Escobedo de Camargo (Cantàbria).

## Dades del club
- Temporades a Primera Divisió: 0
- Temporades a Segona Divisió: 0
- Temporades a Segona Divisió B: 0
- Temporades a Tercera Divisió : 19 (1967-68, 1989-90 a 2007-08)
- Millor classificació a la Tercera divisió B: 1r (1991-92 i 1992-93)
- Millor classificació a la Copa: Tercera ronda (1992, 1994)

## Palmarès
- Campió de Tercera Divisió : 1991-92 i 1992-93